# Paradoxornis galtanegre
El paradoxornis galtanegre (Paradoxornis guttaticollis) és una espècie de la família dels paradoxornítids (Paradoxornithidae), tot i que sovint encara se'l troba classificat amb els sílvids (Sylviidae). Viu a l'Àsia. El seu estat de conservació es considera de risc mínim.

## Descripció
El paradoxornis galtanegre fa uns 18 cm de llarg. El seu front, coroneta i clatell són de color canyella, la resta de les seves parts superiors són de tons marrons i les inferiors blanquinoses. Presenta una taca negra a la part posterior de les galtes, i també són negres el seu lorum i barbeta. La resta del seu rostre és blanc amb un lleuger llistat negre. Com indica el seu nom presenta un fi clapejat negre a la gola i part superior del pit. El seu bec similar al dels lloros és de color groc ataronjat, i les seves potes són grisenques.

## Distribució i hàbitat
Es troba en els boscos de muntanya, zones de matoll i herbassars alts de sud-est d'Àsia, des de l'extrem oriental del subcontinent indi pel nord del sud-est asiàtic fins a la Xina. Distribuït per l'est de l'Índia, Bangladesh, l'oest i sud de la Xina, Myanmar i el nord de Laos, Tailàndia i el Vietnam.